# Judy Mowatt
Judy Mowatt (Kingston, 2 de maio de 1952) é uma cantora jamaicana.
Judy Mowatt foi membro da banda The Gaylettes de 1967 a 1970. Em 1975 formou, junto com Rita Marley e Marcia Griffiths, a banda I Threes: o trio de vocal de apoio de Bob Marley & the Wailers.
Em 1985 foi indicada ao Grammy na categoria reggae music com seu LP "Working Wonders".[carece de fontes?]

## Discografia (seleção)

### com The Gaylettes
- We Shall Sing - The Gaylettes featuring Judy Mowatt - 1967–73

### comBob Marley and the Wailers(I-Threes)
- Natty Dread (Island, 1974)
- Live! (Island, 1975)
- Kaya (Island, 1978)
- Uprising (Island, 1980)

### comI-Threes
- Beginning (EMI America, 1986)

### Álbuns
- Mellow Mood (Tuff Gong, 1975)
  - Faixas: Mellow Mood, Love Seed, I'm Alone, What An Experience, Mr. Big Man, Pour Sugar On Me, You Were Too Good For Me, First Cut, Just A Stranger Here, Rasta Woman Chanto, My My People, Never Let Me Go
- Black Woman (Grove Music, 1980)
  - Faixas: Strength To Go Through, Concrete Jungle, Slave Queen, Put It On, Zion Chant, Black Woman, Down In The Valley, Joseph, Many Are Called, Sisters Chant
- Only a Woman (Shanachie Records, 1982)
  - Faixas: You're My People, Only A Woman, Trade Winds, Think, Got To Leave The West, I Am Not Mechanical, On Your Mark, Big Woman, You Dont Care, King Of Kings
- Working Wonders (Shanachie, 1985)
  - Faixas: Black Man, Brown Man; Working Wonders, Lovemaking, Let's Dance, So Many Eyes, Mother Africa, Ethiopia Salaam, Hush Baby Mother, Traveling Woman, King's Highway
- Love Is Overdue (Shanachie, 1986)
- Look at Love (Shanachie, 1991)
- Rock Me (1993)
- Something Old, Something New (2002)
- Sing Our Own Song (2003)

### Singles
- Only a Woman (1975)
- Stop in the Name of Love (1992)
- Simmer Down (1994)
- Big Woman (2005)